# Alice van Champagne

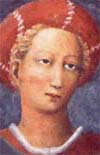
Alice van Champagne, koningin van Cyprus

Alice van Champagne (ca.1195 - 1246) was koningin-consort van Cyprus met Hugo I van Cyprus, en tijdelijk regent van het koninkrijk Jeruzalem voor Koenraad IV van het Heilige Roomse Rijk, tussen 1243 en 1246.
Ze was een dochter van Isabella, koningin van Jeruzalem en Hendrik II van Champagne. Ze trouwde met Hugo I van Cyprus in september 1210 in Nicosia, waardoor het echtpaar het bestuur kreeg over zowel het koninkrijk Cyprus, als het koninkrijk Jeruzalem.
Het echtpaar kreeg de volgende kinderen:
- Maria (overleden ca. 1252), ze huwde met Wouter IV van Brienne. Hun zoon Hugo van Brienne eiste het regentschap over Jeruzalem in 1264 op, maar deze werd overgedragen aan zijn neef Hugo III van Cyprus. Hij werd dan ook later een bondgenoot van Karel I van Napels, graaf van de Provence en Anjou.
- Isabella, ze huwde Hendrik van Antiochië, en ze was de moeder van Hugo III van Cyprus.
- Hendrik I, werd koning van Cyprus na zijn vaders dood in 1218. Alice trad op als regent.